# Matías Pérez García
Matías Augusto Pérez García est un footballeur argentin né à Buenos Aires le 13 octobre 1984.
Joueur de petite taille (1,65 m pour 60 kg), son poste de prédilection est milieu offensif.